# Stanton (Dakota del Nord)
Stanton és una població dels Estats Units a l'estat de Dakota del Nord. Segons el cens del 2000 tenia 345 habitants.

## Demografia
Segons el cens del 2000, Stanton tenia 345 habitants, 159 habitatges, i 107 famílies. La densitat de població era de 283,4 hab./km².
Dels 159 habitatges en un 23,3% hi vivien nens de menys de 18 anys, en un 59,1% hi vivien parelles casades, en un 3,8% dones solteres, i en un 32,7% no eren unitats familiars. En el 30,2% dels habitatges hi vivien persones soles el 13,8% de les quals corresponia a persones de 65 anys o més que vivien soles. El nombre mitjà de persones vivint en cada habitatge era de 2,13 i el nombre mitjà de persones que vivien en cada família era de 2,58.
Per edats la població es repartia de la següent manera: un 20,9% tenia menys de 18 anys, un 4,6% entre 18 i 24, un 21,2% entre 25 i 44, un 35,1% de 45 a 60 i un 18,3% 65 anys o més.
L'edat mediana era de 46 anys. Per cada 100 dones de 18 o més anys hi havia 111,6 homes.
La renda mediana per habitatge era de 38.958 $ i la renda mediana per família de 49.750 $. Els homes tenien una renda mediana de 46.000 $ mentre que les dones 24.688 $. La renda per capita de la població era de 17.983 $. Entorn del 0,9% de les famílies i el 5,4% de la població estaven per davall del llindar de pobresa.

## Poblacions més properes
El següent diagrama mostra les poblacions més properes.